# NGC 939
NGC 939 je galaksija u zviježđu Eridan.

## Vanjske poveznice
- SEDS: NGC 939